# Lake Wahapo
Der Lake Wahapo ist ein See an der Westküste der Südinsel von Neuseeland.

## Geographie
Der Lake Wahapo befindet sich rund 82 km südwestlich von Hokitika und 16 km nordnordöstlich von Franz Josef / Waiau sowie 7 km südöstlich von der kleinen Siedlung Ōkārito entfernt, die an der Westküste zur Tasmansee liegt. Der See hat eine Länge von 2,6 km und eine maximale Breite von 1,2 km und erstreckt sich über eine Fläche von rund 2,3 km². An seiner südlichen Seite führt der New Zealand State Highway 6 vorbei und macht so den See für Reisende direkt zugänglich.
Gespeist wird der See, dessen Einzugsbereich rund 90 km² umfasst, vom Waitangitāhuna River. Die Entwässerung erfolgt über einen rund 1 km langen Teil des Zalas Creek zum Ōkārito River, sowie über einen Kanal, der zu einem Kraftwerk führt und ebenfalls im Ōkārito River endet.
Administrativ zählt der See zur Region West Coast.

## Geschichte
Der Waitangitāhuna River wurde bis zum 19. Dezember 2018 Waitangitaona River genannt und ist auf Kartenmaterial zum Teil auch noch so verzeichnet. Eine Flut im März 1967 lenkte den Fluss zum Lake Wahapo um und teilte den Fluss in zwei Teile. Der obere, südliche Teil speist heute den See.